# Бези Сен Жермен
Бези Сен Жермен (фр. Bézu-Saint-Germain) насеље је и општина у североисточној Француској у региону Пикардија, у департману Ен (Пикардија) која припада префектури Шато Тјери.
По подацима из 2011. године у општини је живело 977 становника, а густина насељености је износила 87,78 становника/km². Општина се простире на површини од 11,13 km². Налази се на средњој надморској висини од 210 метара (максималној 217 m, а минималној 129 m).

## Демографија
| 1962. | 1968. | 1975. | 1982. | 1990. | 1999. | 2011. |
| ----- | ----- | ----- | ----- | ----- | ----- | ----- |
| 321   | 326   | 275   | 325   | 413   | 477   | 977   |

График промене броја становника у току последњих година